# رکن‌الزمان کانچان
رکن‌الزمان کانچان (بنگالی: রোকনুজ্জামান কাঞ্চন؛ زادهٔ ۲۲ ژوئن ۱۹۸۲) بازیکن سابق و مربی فوتبال اهل بنگلادش است.
وی همچنین در تیم‌های ملی فوتبال زیر ۱۷ سال بنگلادش و بنگلادش بازی کرده است.